# 马杰内
马杰内（Majene）是印度尼西亚西苏拉威西省的一个城镇，是马杰内县的县治所在，位于苏拉威西岛西部，南面临海。城镇地跨两个区，即邦贾伊区（Kecamatan Banggae）和东邦贾伊区（Kecamatan Banggae Timur），2010年统计，两个区的总人口共有65,883。城镇主要人口为曼达尔人，其次是布吉人，其他民族还有爪哇人、望加锡人、马都拉人和华人。大多数居民是逊尼派穆斯林，城内有多座清真寺，此外还有新教和天主教的教堂各一间。

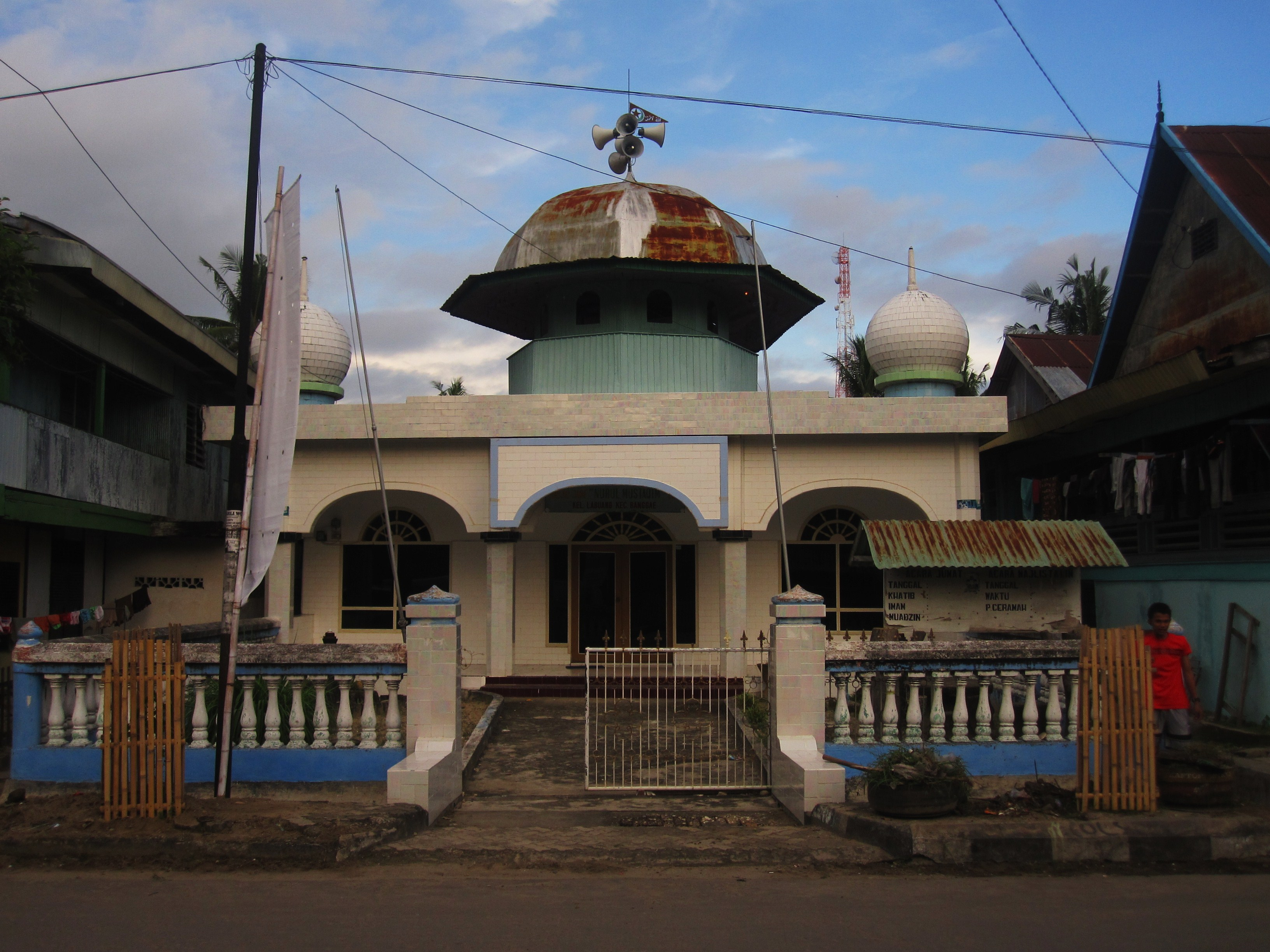
城镇内的清真寺

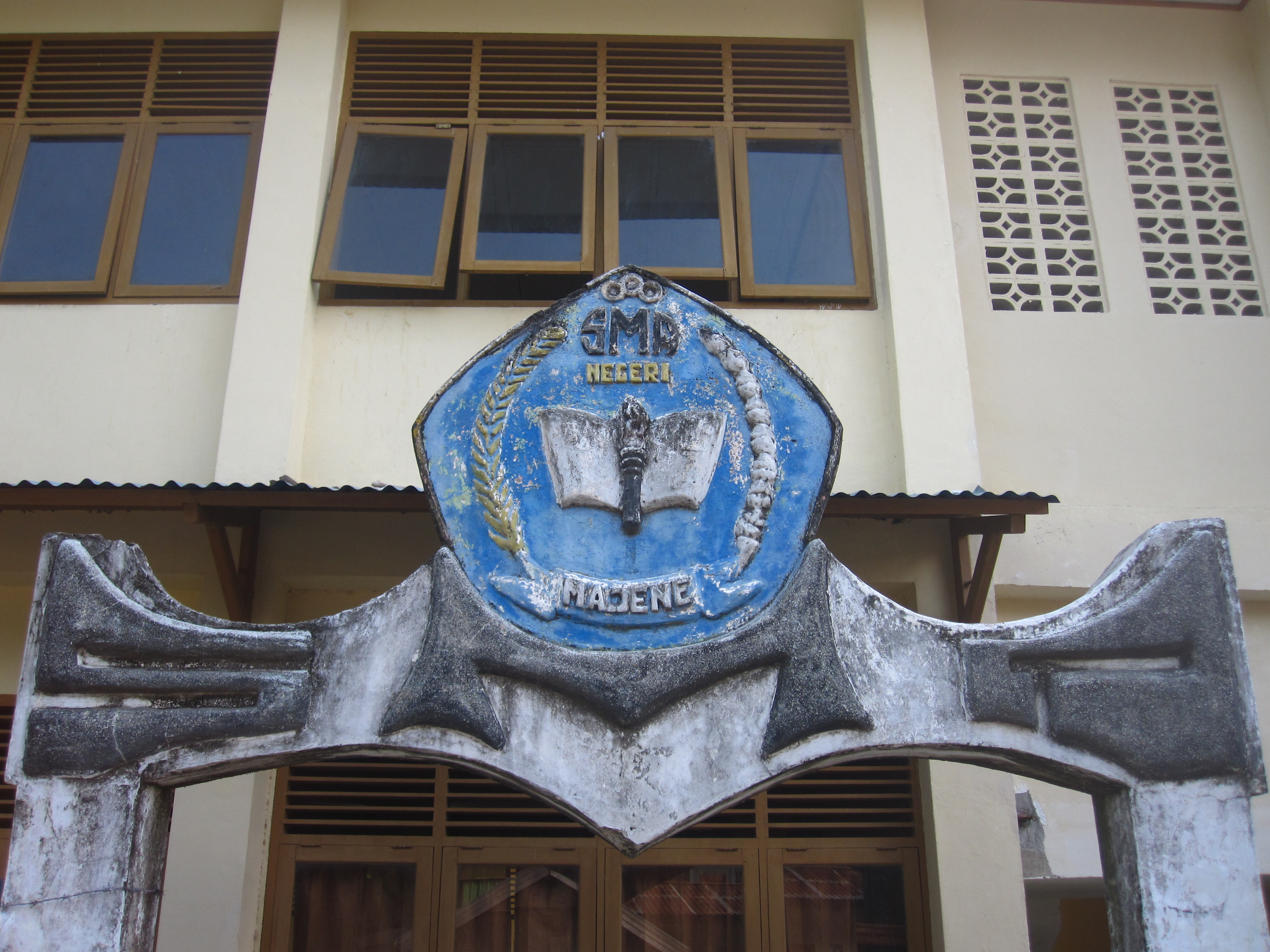
马杰内第一公立高中

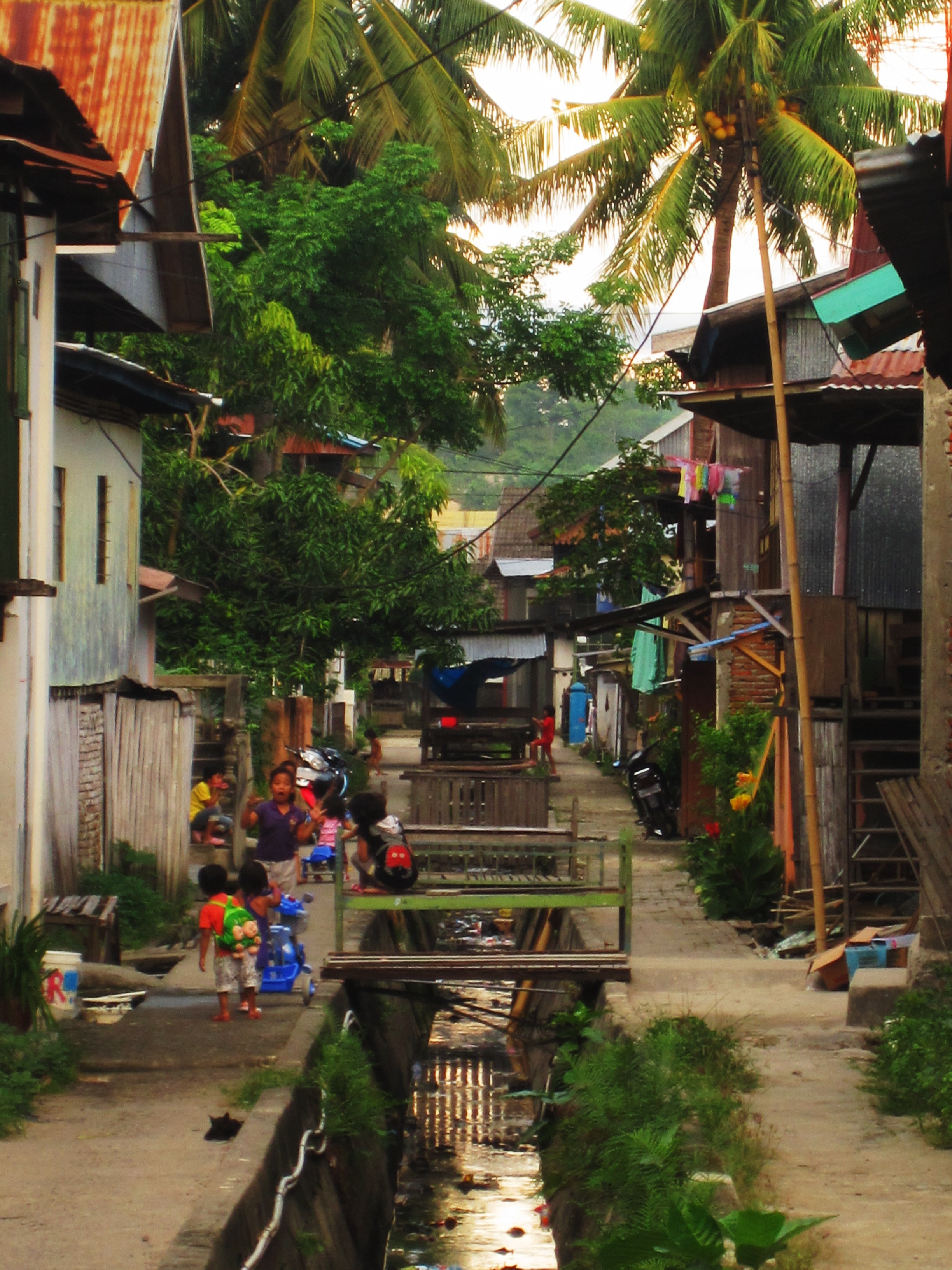
水沟旁的小巷

## 资料来源
1. ↑  Biro Pusat Statistik, Jakarta, 2011.